# Desa Cigentur (administrativ by i Indonesien, lat -6,79, long 107,89)
Desa Cigentur är en administrativ by i Indonesien.   Den ligger i provinsen Jawa Barat, i den västra delen av landet, 130 km sydost om huvudstaden Jakarta.